# شتیتکوویتسه
شتیتکوویتسه (به چکی: Štětkovice) یک منطقهٔ مسکونی در جمهوری چک است که در ناحیه پریبرام واقع شده‌است.